# 経済的自由権
経済的自由権（けいざいてきじゆうけん）とは、基本的人権における自由権の一つ。人の経済的な活動を人権として保障するのが目的である。これは、自立した個人であるためには、経済的な活動基盤を獲得することが前提であるので、それに対する国家や権力からの干渉（農奴制など）を制約する必要があるためである。

## 日本国憲法における内容
- 居住移転の自由
- 職業選択の自由
- 営業の自由
- 財産権の保障

## 人権の保障範囲
この人権の享有主体としては、まず自然人は当然であるが、権利の性質と矛盾しない部分においては法人においても保障される。